# Alteglofsheim
Alteglofsheim est une commune allemande de Bavière, qui se trouve au sud-sud-ouest de Ratisbonne à environ 15 km de la route fédérale 15 (Ratisbonne-Landshut) dans les Auslaufern du pays des collines niederbayerischen.